# William B. Muchmore
William Breuleux Muchmore (* 7. Juli 1920 in Cincinnati, Ohio; † 11. Mai 2017 in Rochester, New York) war ein US-amerikanischer Arachnologe.

## Leben
Muchmore war das erste Kind von Oliver Charles Muchmore und Ruby Breuleux. 1942 erlangte er am Oberlin College in Ohio den Bachelor of Arts. 1943 heiratete er Marjorie Murrin Midge. Aus dieser Ehe gingen zwei Töchter hervor. Von Februar 1943 bis März 1946 diente er in Lazaretten der United States Army im Südpazifik. 1950 wurde er mit der Dissertation Differentiation of the trunk mesoderm in Ambystoma maculatum an der Washington University in St. Louis zum Ph.D. in Embryologie promoviert. 1950 kam er an die University of Rochester, wo er bis 1952 als Dozent, von 1952 bis 1958 als Assistant Professor, von 1958 bis 1970 als außerordentlicher Professor sowie 1970 bis 1988 als ordentlicher Professor in Biologie tätig war. 1985 wurde er emeritiert.
Muchmore erhielt von 1958 bis 1969 sowie von 1973 bis 1976 Stipendien von der National Science Foundation, von 1963 bis 1964 ein Reisestipendium vom Fulbright-Programm für die University of Hull in England, sowie von 1979 bis 1981 ein Forschungsstipendium vom Office of Naval Research.
Muchmore war Mitglied der American Arachnological Society, der British Arachnological Society und der International Society of Arachnology. Er widmete sich vornehmlich der Systematik und der Biogeographie der Pseudoskorpione.

## Dedikationsnamen
- Zimiromus muchmorei Platnick & Shadab, 1976
- Antillochernes muchmorei (Dumitresco & Orghidan, 1977)
- Monoblemma muchmorei Shear, 1978
- Heteronebo muchmorei Francke & Sissom, 1980
- Ideoblothrus muchmorei Heurtault, 1983
- Metophthalmus muchmorei Andrews, 1988
- Diplopauropus muchmorei Scheller, 1989
- Americhernes muchmorei Harvey, 1990
- Charinus muchmorei Armas & Teruel, 1997
- Spelaeobochica muchmorei Andrade & Mahnert, 2003
- Pseudalbiorix muchmorei Barba & Pérez, 2007